# محمداقبال خان
محمداقبال خان (انگلیسی: Mohammed Iqbal Khan؛ زادهٔ ۱۰ فوریهٔ ۱۹۸۱) یک مانکن (فرد)، و هنرپیشه اهل هند است. وی از سال ۲۰۰۲ میلادی تاکنون مشغول فعالیت بوده‌است.
او در فیلم دوستان در قرن دهم بازی کرده‌است.